# Maria Magdalena van Beethoven

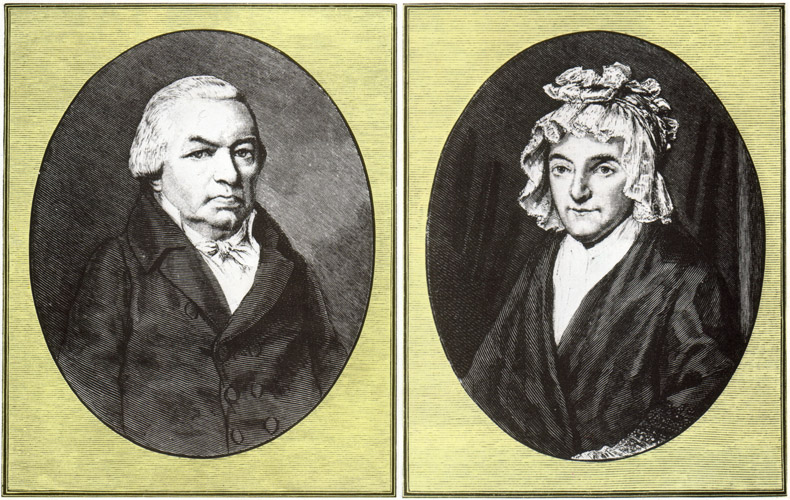
Johan van Beethoven i la seva esposa, Maria Magdalena Keverich.

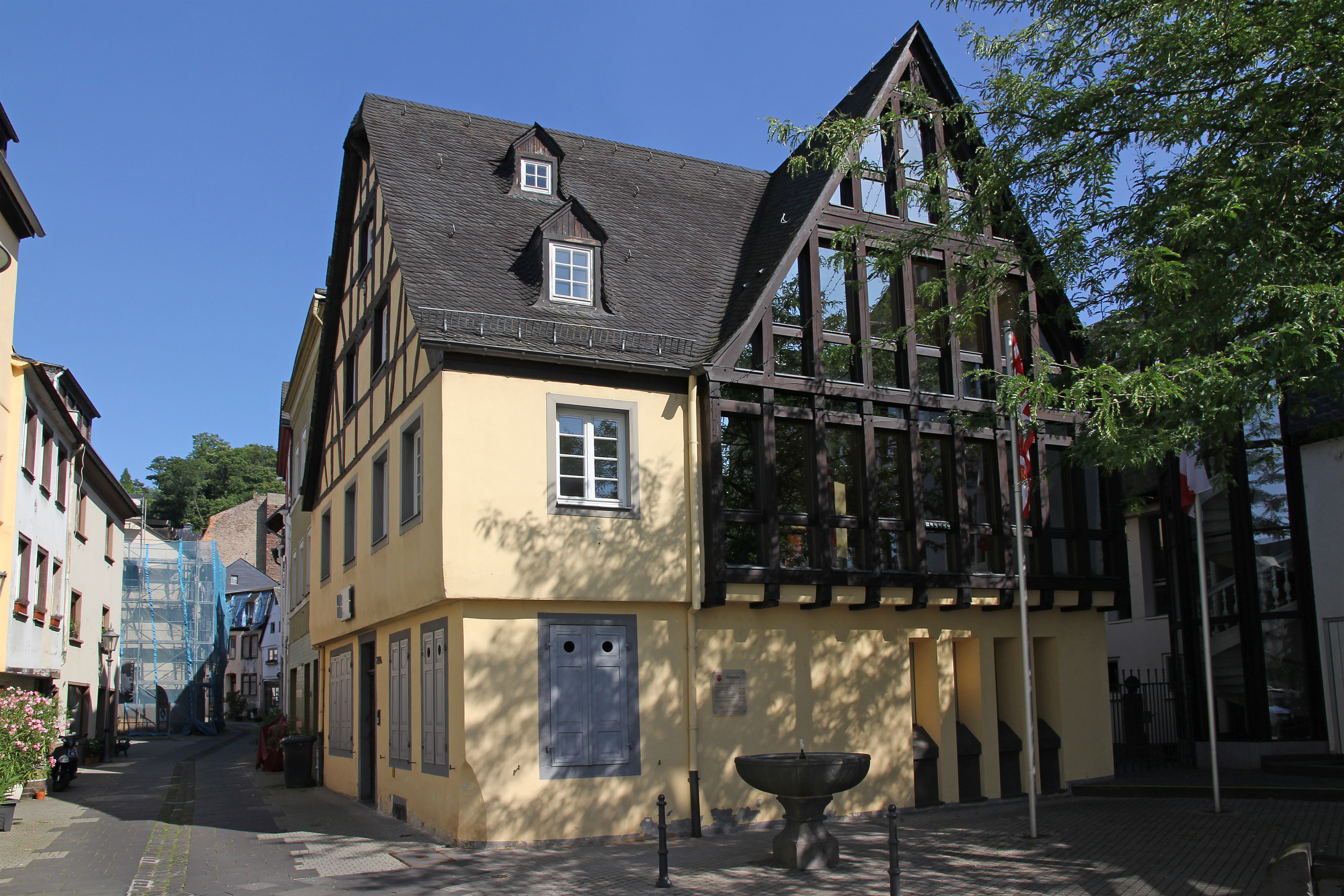
Casa on va néixer Maria Magdalena Keverich a Ehrenbreitstein

Maria Magdalena Keverich van Beethoven (19 de desembre de 1746 en Ehrenbreitstein; 17 de juliol de 1787 a Bonn) va ser mare del compositor Ludwig van Beethoven.

## Biografia
Maria Magdalena Keverich va néixer en el llavors Sacre Imperi Romanogermànic. El seu pare treballava de cuiner en un castell real per a l'electorat de Trèveris. La jove Maria Magdalena va conèixer d'aquesta manera a un funcionari de Trèveris, el senyor Johann Leym, amb qui es va casar en primeres núpcies. El funcionari va morir al poc temps, el 1765, quan Maria tenia 18 anys.
Mesos després, un cosí d'ella que dirigia l'orquestra simfònica d'una de les corts de Bonn la va convidar a la ciutat, i va ser així com ella va conèixer a Johan van Beethoven, un tenor de 26 anys de l'orquestra. Amb ell es va casar en segones núpcies el 12 de novembre de 1767. Tindrien 7 fills; l'any 1770 neix el seu segon fill, Ludwig van Beethoven.
Va morir el 19 de desembre de 1787, als 40 anys, de tuberculosi. Va ser enterrada en l'antic cementiri de Bonn. La seva casa va ser declarada monument el 1975 i conserva bona part dels mobles de Maria Magdalena.